# Anochetus inca
Anochetus inca é uma espécie de formiga do gênero Anochetus, pertencente à subfamília Ponerinae.